# Lachung La
Lachung La, Lungalacha La, Lachalung La, Lachulung La ou passo  de Lachung é um passo de montanha no sul do Ladaque, noroeste da Índia. Com 5 059 metros de altitude, o passo separa os vales dos rios Tsarap e Tozay Chu, ambos afluentes do rio Zanskar.
Por lá passa a estrada Manali–Lé, no troço entre Sarchu (55 km a sul) e Pang (13 km a leste). Dista 280 km de Manali (a sul) e 195 km de Lé (a norte).